# Björn Gödde

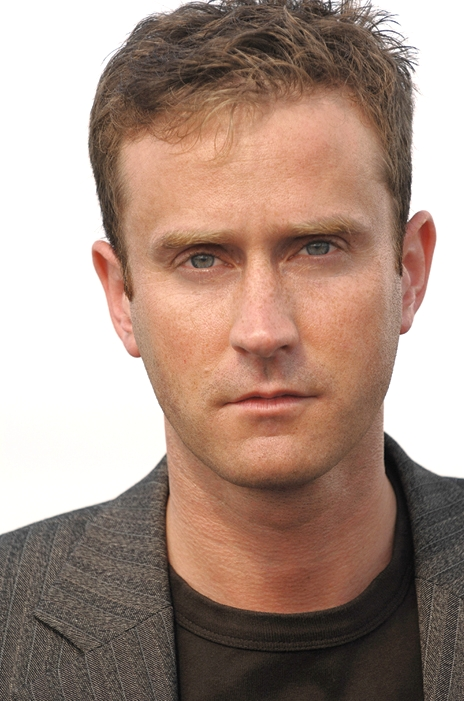
Björn Gödde (2007)

Björn Gödde (* 12. September 1969 in Köln) ist ein deutscher Schauspieler, Moderator, Musiker und Coach.

## Leben
Er ist jüngster von drei Brüdern, die zwei älteren sind die Gründungsmitglieder der Punk-Rock Formation Heiter bis Wolkig.
Seine künstlerische Karriere begann Björn Gödde als Gitarrist und Songwriter der Alternative-Rock-Band Sweet William und dann als Bassist der Punkrockband Die Bengels, die er zusammen mit seinen Brüdern gründete. Weitere CD-Veröffentlichungen hatte er mit der Big Beat–Formation Sky City. 
Mit 25 Jahren begann Björn Gödde seine Schauspielausbildung an der Londoner „École Philippe Gaulier“. Im Anschluss daran wirkte er als Darsteller in verschiedenen Familien-Musicals auf Tourneen durch Deutschland, Österreich und der Schweiz mit. In dieser Zeit war er u. a. in den Titelrollen von Kalle Blomquist – Das Musical  und Rüdiger Der kleine Vampir – Das Musical zu sehen. 
Seine Schauspielausbildung schloss Björn Gödde 2007 am Conservatory des Terry Schreiber Studios in New York und bei seinem Filmschauspiellehrer M. K. Lewis in Santa Monica, Kalifornien ab.
Björn Gödde gehört zum festen Moderatorenteam des Teleshoppingsenders QVC Deutschland. 2004/05 initiierte er dort zwei Charity–CDs, durch die € 280.000,- an bedürftige Kinder gespendet wurden. Silvester 2008 erschien bei QVC eine auf 2009 Stück limitierte Auflage seiner Single „Lovers“, Silvester 2009 sein auf 2010 Stück limitiertes Debüt-Album „Petite France“ exklusiv für QVC-Kunden.

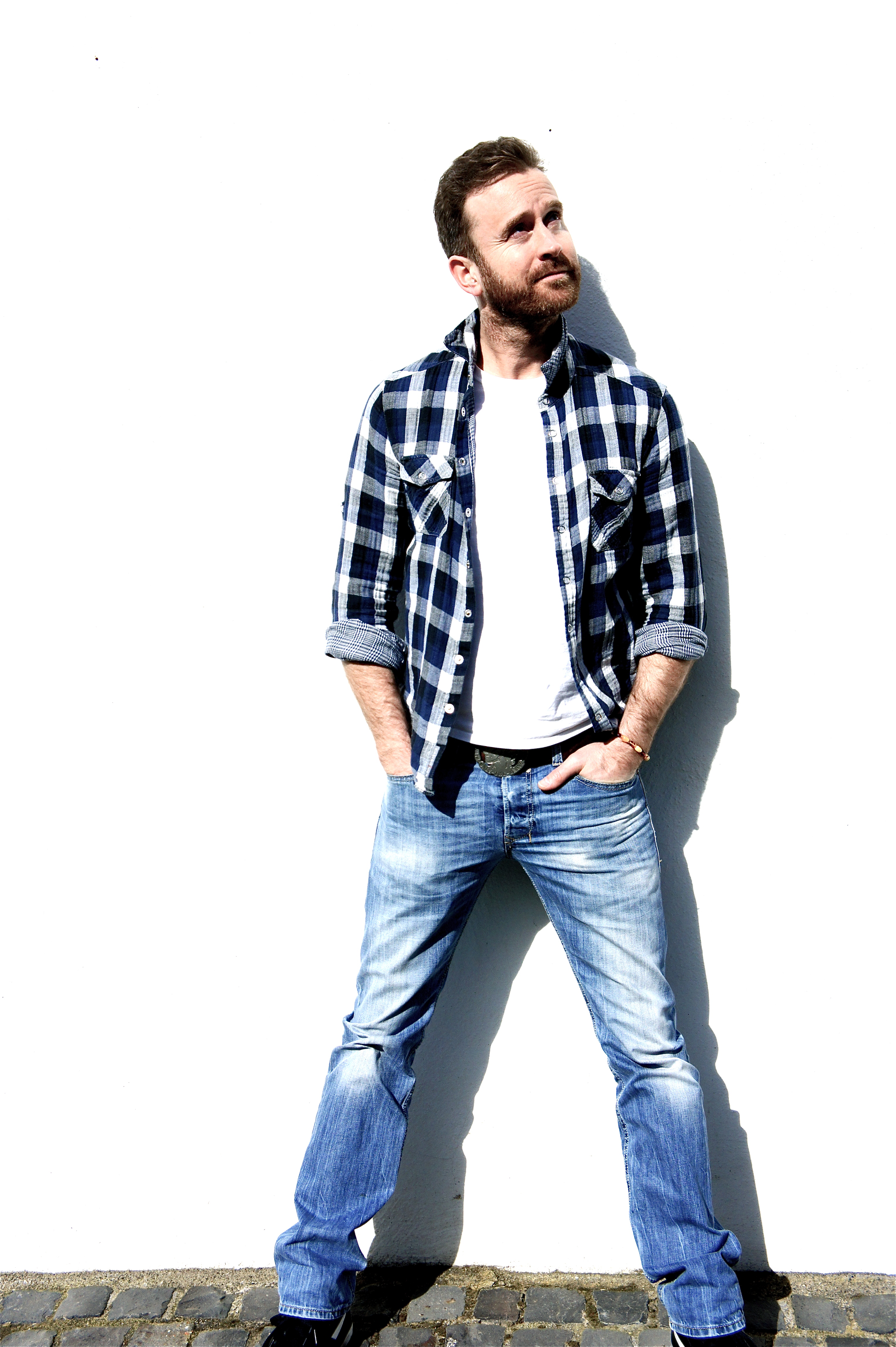
Björn Gödde 2015

2014 gründete er die Punk-Rock-Band „Szymanski“ (gesprochen: Schimanski) mit internationalen Musikern. Die Band singt in deutscher Sprache und debütierte 2015 mit dem Höhner–Cover Himmel.
2016 spielte er die Titelrolle im Musical Aladin und die Wunderlampe im Dolce Theater in Bad Nauheim.
2019 ließ er sich zum international lizenzierten NLP Coach ausbilden.
2020 entwickelte er seine eigene Coachingmethode, die "3to5D EyeShiftSynthesis" Methode.

## Filmografie
- 2003: Killerbus
- 2003: In der Morgendämmerung
- 2005: Wilsberg: Schuld und Sünde (TV-Serie)
- 2006: Pizza Amore
- 2007: Im Namen des Gesetzes (TV-Serie)
- 2009: Verbotene Liebe (TV-Serie)
- 2009: Im Alter von Ellen (Kino)
- 2010: Die Anrheiner (TV-Serie)
- 2011: Ein Fall für die Anrheiner (TV-Serie)
- 2012: Ein Fall für die Anrheiner (TV-Serie)
- 2013: SOKO Köln (TV-Serie)
- 2014: Alarm für Cobra 11 (TV-Serie)
- 2014: Danni Lowinski (TV-Serie)
- 2014: Lindenstraße (TV-Serie)
- 2015: Unter Uns (TV-Serie)
- 2018: Rentnercops (TV-Serie)

## Diskografie
- 1990: Sweet William - To Have A Relapse (EP-Vinyl)
- 1991: Sweet William - The Snakes you’ve drawn (EP-Vinyl)
- 1991: Sweet William - These Monologues (LP-Vinyl)
- 1992: Sweet William - Kind of Strangest Dream (CD)
- 1992: Sweet William - These Monologues (CD)
- 1993: Sweet William - Development Through the Years (CD)
- 1994: Die Bengels - Alles Liebe (CD)
- 1998: Sky City - Take A Ride (Compilation)
- 2004: Die QVC Weihnachtslieder (Charity CD)
- 2005: Die QVC Weihnachtsgeschichte (Charity CD)
- 2008: Lovers (Single - QVC exclusive Auflage)
- 2009: Petite France (Album - QVC exclusive Auflage)
- 2015: Szymanski - Himmel (Single)